# 029
029（おにく）は、日本のイラストレーター。主にライトノベルの挿絵、キャラデザインを担当する。

## 人物・作風
関東在住、好きなものは焼き肉。。
色のコントラストや彩りをバランスよく用い、可憐で丸みのある絵柄を特徴とする。
挿絵を担当した「はたらく魔王さま!」「異能バトルは日常系のなかで」「くまクマ熊ベアー」などの3作品がTVアニメ化されている。

## 作品リスト

### 挿絵
- はたらく魔王さま!（電撃文庫、著：和ヶ原聡司）
- 勇者のセガレ（電撃文庫、著：和ヶ原聡司）
- ドラゴンライズ（ガガガ文庫、著：水市恵）
- 8番目のカフェテリアガール（スーパーダッシュ文庫、著：石原宙）
- 異能バトルは日常系のなかで（GA文庫、著：望公太）
- くまクマ熊ベアー（PASH! ブックス、著：くまなの）
- この世界、わたしに都合がいいようです!（角川スニーカー文庫、著：気がつけば毛玉）

### その他
- ブルーアーカイブ青春あんさんぶる Vol.1 「アロナ」（ジャケットイラスト）
- ブルーアーカイブ2周年記念画集（イラスト）
- ブルーアーカイブ1周年記念画集（イラスト）
- 東山奈央キャラクターソングベストアルバム「Special Thanks！」ゲストイラスト
- コミックマーケット「COMIC MARKET 45th Anniversary Book」 イラスト
- 電撃文庫「 FIGHTING CLIMAX IGNITION」（遊佐恵美イラスト）
- Fate/hollow ataraxia（イラスト）
- ルミナスアーク インフィニティ（イラスト）
- せかい☆セイフク 〜COSTUME FES.〜（スパイク・チュンソフト／イラスト）
- 艦隊これくしょん -艦これ- ケッコンカッコカリアンソロジー（イラスト）
- がっこうぐらし!公式アンソロジー 極（表紙）
- 超!A&G+ 逢坂市立花江学園〜Radio　逢坂良太&花江夏樹（ラバーストラップ）
- ブラック・ブレット（第11話エンドカード）
- グリザイアの楽園（ 第2話提供バックイラスト）
- ご注文はうさぎですか?? TOKYO MX（再放送版第8話エンドカード）
- はたらく魔王さま!（キャラソンアルバムジャケット）
- 異能バトルは日常系のなかで（サウンドドラマジャケット）
- 東山奈央のドリーム*シアター（桃山奈央、黄山奈央、白山奈央&黒山奈央／キャラソンジャケット）